# آماریلیس پروانه‌ای
آماریلیس پروانه‌ای(نام علمی: Hippeastrum papilio) نام یک گونه از تیره نرگسیان است.